# Dyriska
Dyriska (Lactarius lacunarum) är en svampart som beskrevs av Romagn. ex Hora 1960. Dyriska ingår i släktet riskor och familjen kremlor och riskor.  Arten är reproducerande i Sverige. Inga underarter finns listade i Catalogue of Life.
I den svenska databasen Dyntaxa används istället namnet Lactarius decipiens för samma taxon.  Arten är reproducerande i Sverige.

## Källor

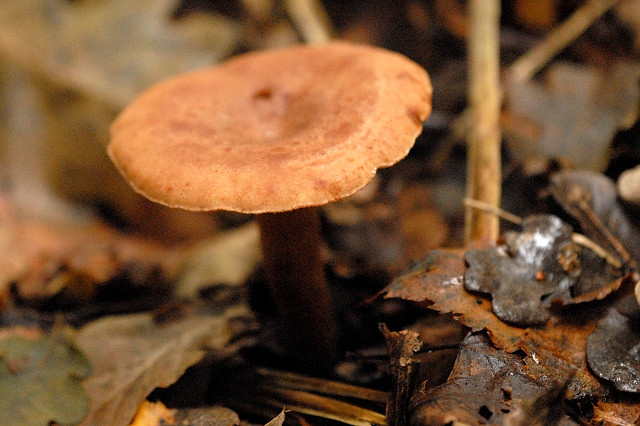
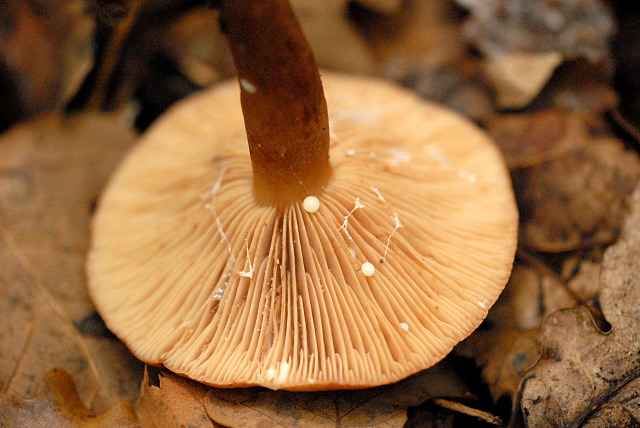
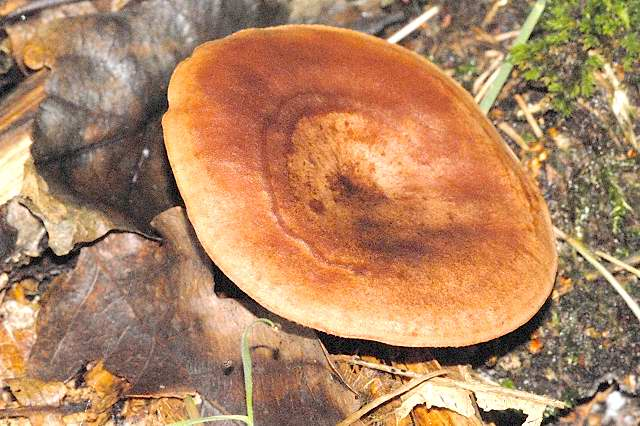